# الإدارة العامة للجمارك الصينية
الإدارة العامة للجمارك في جمهورية الصين الشعبية ( GACC  )، والمعروفة أيضًا باسم سلطات الجمارك الصينية، هي وكالة حكومية إدارية على مستوى وزارة تابعة لمجلس الدولة في جمهورية الصين الشعبية (الحكومة الشعبية المركزية الصينية). وهي مسؤولة عن تحصيل ضريبة القيمة المضافة والرسوم الجمركية وصريبة الاستهلاك وغيرها من الضرائب غير المباشرة مثل رسوم المسافرين جواً ورسوم تغير المناخ وضريبة أقساط التأمين وضريبة مكبات النفايات ورسوم المواد الخام. وهي مسؤولة أيضًا عن إدارة استيراد وتصدير السلع والخدمات إلى البر الرئيسي للصين.
ويرأس الوكالة مسئول بدرجة وزير. المقعد شاغر حالياً. وكان الوزير الأخير هو يو جيان هوا، الذي تم تعيينه في مايو/أيار 2022، قبل وفاته في ديسمبر/كانون الأول 2024.

## شعار الإدارة العامة للجمارك
صُمم الشعار من قبل ضابط جمارك يدعى تشين تيباو (陈铁保) في عام 1951. يتكون الشعار من مفتاح ذهبي وعصا هرمس، متقاطعين مع بعضهما البعض. واُعتمد رسميًا في 1 أكتوبر 1953. لم يُستخدم الشعار من عام 1966 إلى عام 1985؛ لأنه كان يعتبر "رأسماليًا للغاية".

## روابط خارجية
- الموقع الرسمي